# Mosaikschichtpilze
Die Mosaikschichtpilze (Xylobolus) sind eine Pilzgattung aus der Familie der Schichtpilzverwandten. Die Pilze haben mehrjährige, resupinate, lederig-zähe, korkige bisweilen auch holzige Fruchtkörper, die nur wenige Millimeter dick werden. Die elliptischen Sporen sind dünnwandig und amyloid, im Hymenium kommen zahlreiche Acanthozystiden vor. Die Pilze wachsen auf entrindetem Totholz und erzeugen eine Weißlochfäule.
Die Typusart ist der Gemeine Mosaikschichtpilz (Xylobolus frustulatus), dessen Fruchtkörper in kleine vieleckige, pflasterstein- oder mosaikartige Felder oder Blöcke zerspringen.

## Merkmale

### Makroskopische Merkmale
Die ein- oder typischerweise mehrjährigen, lederigzähen bis korkigen Fruchtkörper sind resupinat oder bisweilen am Rand zurückgebogen. Sie sind schmal, aber fest am Substrat angeheftet und werden bis zu 5 mm dick. Einzelne Fruchtkörper werden bis zu 15 mm breit, aber die Fruchtkörper bedecken gewöhnlich einen größeren Bereich, sodass ein mosaik- oder puzzelartiges Muster entsteht. Die abhymeniale Oberfläche (auf der vom Hymenium abgekehrten Seite) ist filzig und häufig konzentrisch gezont. Das Hymenophor ist glatt bis warzig-höckerig und blass ocker-, stumpfbraun oder violettgrau gefärbt, das Sporenpulver ist weißlich.

### Mikroskopische Merkmale
Die amyloiden Sporen sind ellipsoid bis zylindrisch, glatt und dünnwandig. Sie sind 3,5–5,5 µm lang und 2,5–3,5 µm breit. Das Hyphensystem ist monomitisch, bei einigen Arten aber scheinbar dimitisch. Die Textur ist dicht. Die hyalinen, blass gelblich oder bräunlich gefärbten, generativen Hyphen sind vertical angeordnet, dünn- bis dickwandig und nicht aufgeblasen. Die Septen sind schnallenlos. Das Euhymenium besteht aus entständigen, zylindrischen bis keuligen, viersporigen Basidien, die teilweise 16–35 µm lange Auswüchse tragen. Neben den Basidien kommen im Hymenium auch sterile Elemente wie zylindrische bis spindelige, mehr oder weniger dickwandige und 20–30 µm lange Acanthozystiden und Pseudozystiden vor. Gloeozystiden fehlen oder sind sehr selten. Dafür sind Zystidiolen relativ häufig.

## Systematik
Die Gattung wurde 1881 vom finnischen Mykologen P. Karsten mit Thelephora frustulata Pers.,  als Typusart definiert.  Xylobolus ist eine Satellitengattung von Stereum und ähnelt vor allem der Untergattung Acanthostereum, die durch Boidin et al. eingeführt wurde. Die Typusart Xylobolus frustulatus wurde von Stereum abgetrennt, weil ihre Hyphen vertikal angeordnet sind und sich ihre Pseudozystiden oder oleiferen Hyphen mit Sulfovanillin grauschwarz anfärben. Die Arten erzeugen eine intensive Weißlochfäule, während für Stereum-arten eine Weißfäule typisch ist. Andere Merkmale wie einfach septierte Hyphen, das Vorkommen von Acanthozystiden und glatte, amyloide Sporen entsprechen dem Konzept der Gattung Stereum.
Eine andere Art, die seit langem zur Gattung gehört, ist Xylobolus subpileatus. Diese Art hat horizontal angeordnete Hyphen, wie bei Stereum, die vertikal in den Subhymenium abbiegen und dort als Pseudozystiden erscheinen. Diesen Zystiden scheint die positive Sulphovanillinreaktion zu fehlen.

## Arten
Heute hat die Gattung weltweit bis zu 9 Arten. In Mitteleuropa findet man 3 Arten.
| Mosaikschichtpilze (Xylobolus) in Europa |                         |                                        |
| \| Deutscher Name \| Wissenschaftlicher Name \| Autorenzitat \| \| ------------------------------ \| ----------------------- \| -------------------------------------- \| \| Gemeiner Mosaikschichtpilz \| Xylobolus frustulatus \| (Pers. : Fr.) Boidin \| \| Hutbildender Mosaikschichtpilz \| Xylobolus subpileatus \| (Berk. & M. A. Curtis) Boidin \| \| \| Xylobolus apricans \| (Bourdot 1910) Sheng H. Wu et al. 2000 \| |                         |                                        |
| Deutscher Name | Wissenschaftlicher Name | Autorenzitat                           |
| Gemeiner Mosaikschichtpilz | Xylobolus frustulatus   | (Pers. : Fr.) Boidin                   |
| Hutbildender Mosaikschichtpilz | Xylobolus subpileatus   | (Berk. & M. A. Curtis) Boidin          |
| | Xylobolus apricans      | (Bourdot 1910) Sheng H. Wu et al. 2000 |

## Ökologie und Verbreitung
Die Arten wachsen saprobiotisch auf Holz und verursachen dort eine Weißlochfäule. Dabei wird das Lignin ungleichmäßig abgebaut, sodass kleine linsenförmige Löcher entstehen.